# William Penhall
William Penhall (27 de octubre de 1858 – 3 de agosto de 1882) fue un montañero inglés.

## Vida y familia
Hijo del Dr John Penhall MRCS LSA (nacido en 1833 en St Pancras, Middlesex, en 1871 un médico de cabecera en Hastings, Sussex), Penhall fue educado en Trinity College, Cambridge, donde se graduó BA en 1881. En la época del censo de 1881, se le incluyó en Trinity, dando su lugar de nacimiento como Hastings, Sussex, y su ocupación como "No Oc."

## Alpinismo

### Primeros ascensos
Penhall hizo la primera ascensión de una serie de picos y rutas en los Alpes durante la Edad de Plata del alpinismo. 
Junto con Martin Conway, G. S. Scriven y los guías Ferdinand Imseng y Peter y M. Truffer hizo el primer ascenso (en dos horas y media) de la cara oeste del Zinalrothorn en agosto de 1878. Con Albert Frederick Mummery y los guías Alexander Burgener y Ferdinand Imseng hizo el primer ascenso del Dürrenhorn el 7 de septiembre de 1879.
Penhall se vio implicado en una carrera con Mummery para ser el primero en subir por la arista Zmutt del Cervino, una carrera que al final ganó Mummery. Según Penhall, su interés en encontrar una nueva vía para subir la montaña ha sido encendida por el relato de Edward Whymper del exitoso primer ascenso en 1865 en Scrambles amongst the Alps. Conforme Mummery y Burgener se dirigieron a la montaña para intentar la arista encontraron a Penhall, y los guías Ferdinand Imseng y Louis Zurbrücken, quienes se habían retirado de la montaña después de un vivac con mal tiempo en la arista. Después de un breve descanso en Zermatt, Penhall regresó al Cervino, haciendo el primer ascenso de su cara oeste el 3 de septiembre de 1879, un ascenso más duro que la arista Zmutt; su partida alcanzó la cumbre una hora después de Mummery. Penhall escribió un relato del ascenso por la cara oeste en el Alpine Journal titulado 'The Matterhorn from the Zmutt Glacier'. La Couloir Penhall en la cara oeste recibe su nombre por él.

### Muerte
Penhall y el guía de Meiringen Andreas Maurer murieron por un alud en la parte superior del Cervino el 3 de agosto de 1882. Penhall y Maurer compartieron una doble lápida en el cementerio de Grindelwald.